# Фанатка (фільм)
Фанатка (англ. Groupie) — американський трилер 2010 року.

## Сюжет
Скандально відомий гурт «Темні лицарі» повертається на сцену та влаштовує турне з цього приводу. Їх переслідують успіх, слава, шанувальники та загадкові вбивства, що беруть свій початок з появою фанатки на ім'я Райлі.

## У ролях
| Актор             | Роль           |
| ----------------- | -------------- |
| Терін Меннінг     | Райлі Сіммс    |
| Гел Озсен         | Тревіс Белламі |
| Ерік Робертс      | Ангус          |
| Бетсі Рю          | Ніккі          |
| Денні Арройо      | Чак Стайлз     |
| Мітч Райан        | Джеррі Пак     |
| Майкл Тех         | Пітер Велен    |
| Майя Мілетіч      | Лекса          |
| Ніколь Мур        | Бріджит        |
| Бевін Принц       | Деніз          |
| Кассі Спілман     | Тесс           |
| Тіа Барр          | модель         |
| Кайа Колі         | Джекі          |
| Діта Де Леон      | модель         |
| Гвендолін Едвардс | Хайді          |
| Скотт Літ         | Девіс Холмс    |
| Тіно Струкманн    | Тоні, швейцар  |
| Педж Вахдат       | клерк          |
| Шерилін Вілсон    | Дженні         |
| Ейпріл Монтгомері | шанувальниця   |
| Річард Райан      | бармен         |